# Adnanitas

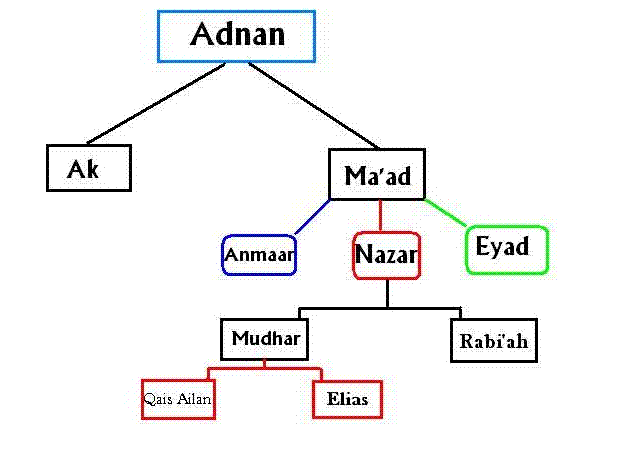

Los Adnanitas son "árabes arabizados ", según la tradición ismaelita, descendientes de Adnan y habitaban el norte, centro y oeste de Arabia. En esto se diferenciaban de los Qahtanitas, que eran del sur y el sudeste de Arabia y que se consideraban de estirpe árabe puro.
Según algunos historiadores modernos, la distinción tradicional entre Adnanitas y Qahtanitas carece de pruebas y es posible que se desarrollara a partir de la posterior lucha de facciones durante la época omeya.